# 天使のマリア大聖堂

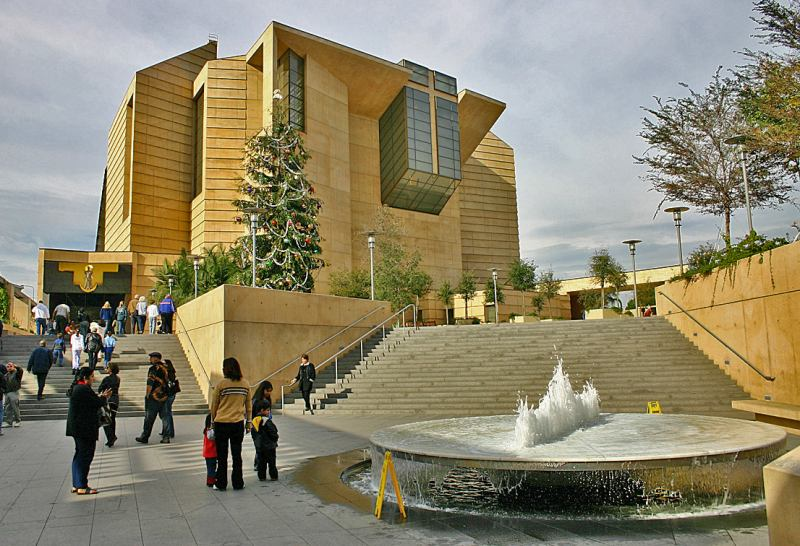
外見

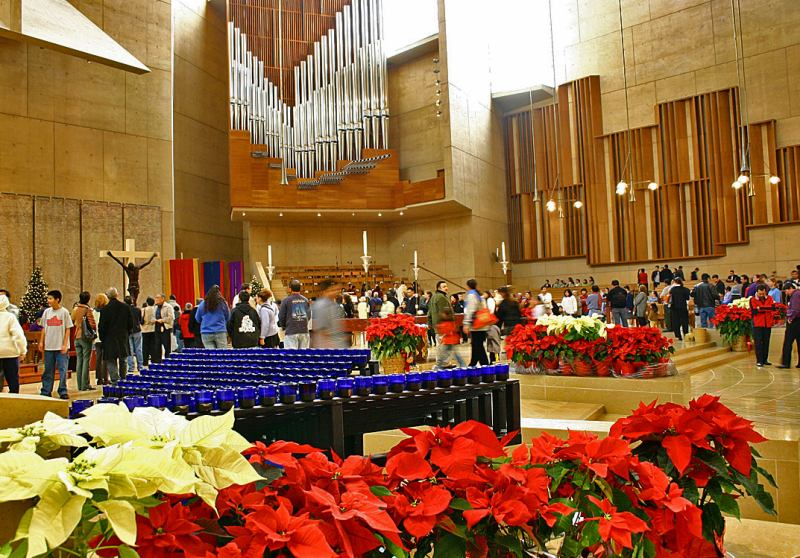
聖堂内部

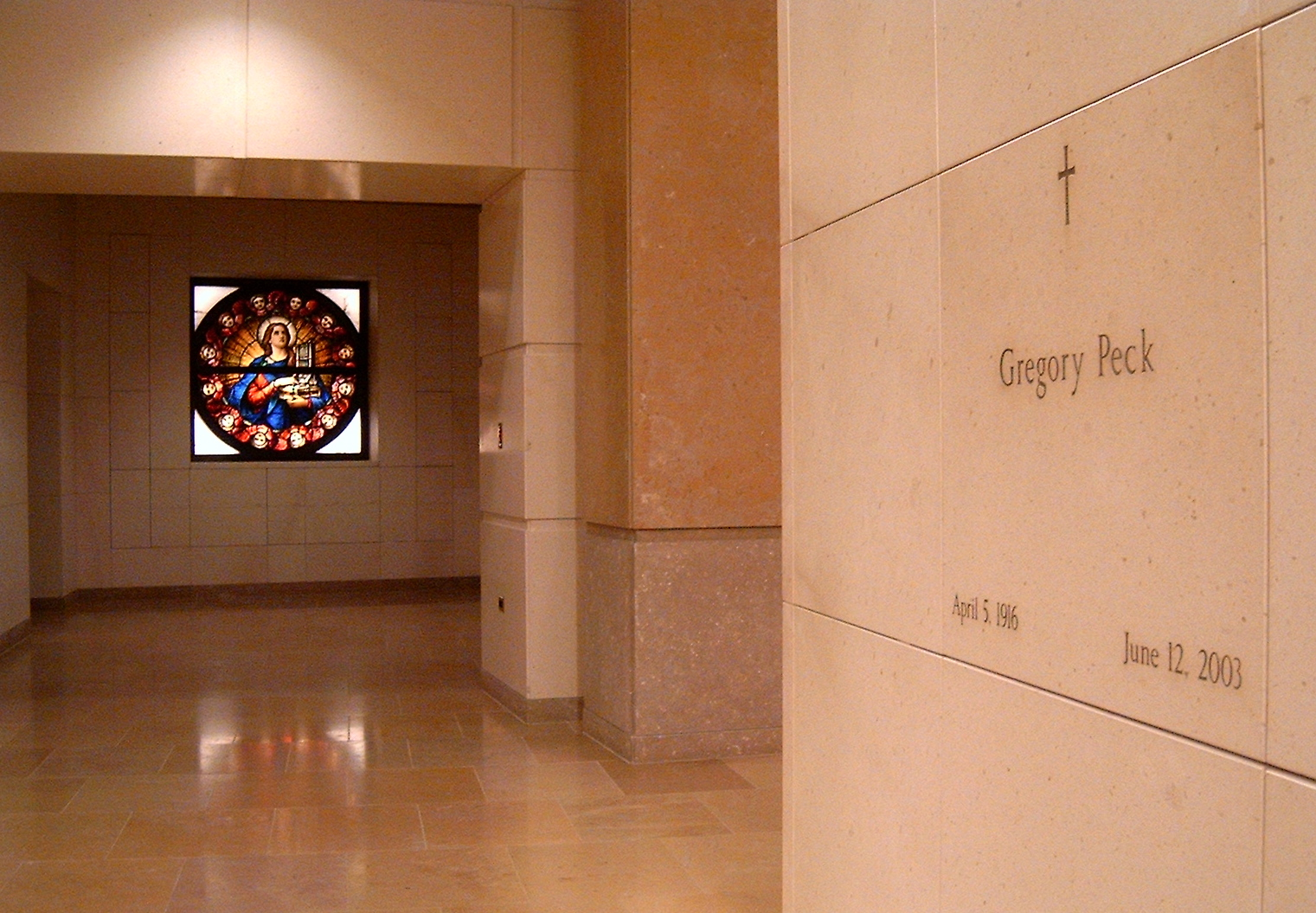
グレゴリー・ペックの霊廟

天使のマリア大聖堂（てんしのマリアだいせいどう、Cathedral of Our Lady of the Angels）は、ロサンゼルス市にあるカトリック教会の一つ。

## 概要
天使のマリア大聖堂はロサンゼルス・ダウンタウンの555ウエスト・テンプル・ストリートに立っている。大司教は、 José Horacio Gómez。

## デザイン
スペインの建築家ホセ・ラファエル・モネオにより設計された。

## 歴史
- 1998年10月 - 建築開始
- 2002年9月  - 完成

## 霊廟

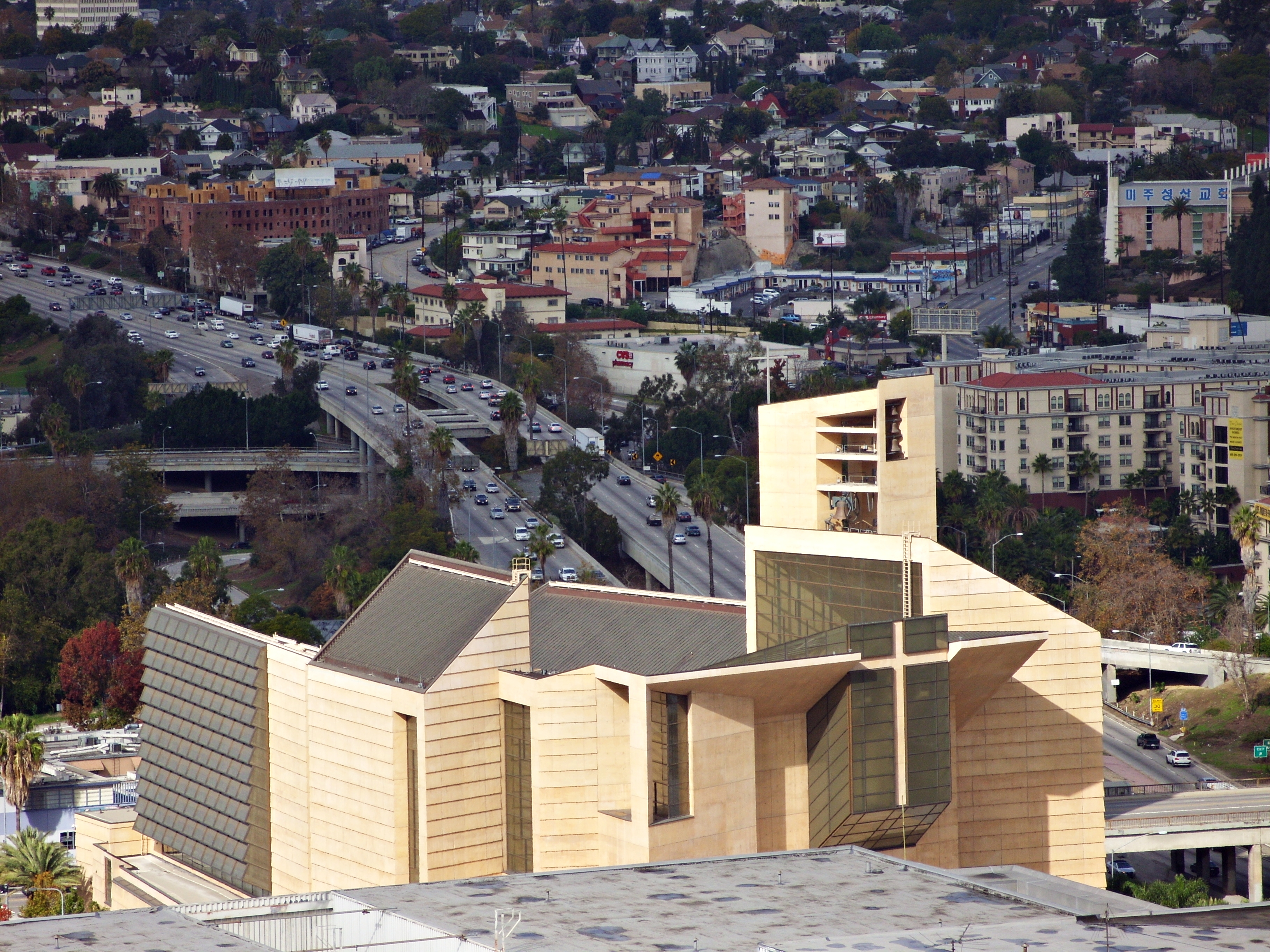
天使のマリア大聖堂

教会の地下には、霊廟が設置されている。

## ポピュラー・カルチャー
- Midnight Club: Los Angeles
ロサンゼルが舞台のオープン・ワールド型レースゲーム。大聖堂の建物が登場している。